# منارة رأس إيفي
منارة رأس إيفي هي عبارة عن منارة هبوط تقع على كورنيش الظهرة، على بعد  25 كم  شمال شرق مستغانم على الطريق الساحلي المؤدي إلى تينس.

## تاريخ

### عموميات
وُضع عدد قليل من الفوانيس البدائية النادرة بالقرب من الملاجئ التي كانت بمثابة ملجأ للمراكب البربرية؛ مثل الفانوس العادي الموجود على البرج العالي في حصن الصخرة. منذ السنوات الأولى للإحتلال الفرنسي، رُكبت شعلات أكثر كفاءة في أكثر النقاط المميزة. وهكذا في عام 1834، قام الفرنسيون بتركيب جهاز بدلاً من فانوس الجزائر العاصمة والذي يتكون من ضوء ثابت يعلوه تاج دوار يحمل 8 مصابيح مع عاكسات مرتبة لإنتاج ضوء كسوف لمدة 30 ثانية. في 30 ثانية.
التقرير الرسمي الأول الذي يتناول إنارة السواحل الجزائرية هو تقرير اللجنة البحرية الجزائرية لعام 1843 الذي يضع تقريراً كاملاً «عن التحسينات التي يجب إجراؤها على الأضواء الموجودة (الجديدة في ذلك الوقت)، للأضواء التي سيتم إنشاؤها. على الفور، يجب إشعال الشعلات بعد ذلك». نفذ على مدار عدة سنوات، مع التعديلات التي فرضها التقدم التقني وتطور الملاحة، والتي قررت لجنة المنارة لعام 1861 أهمها.
عُدلت الأجهزة بشكل دوري بين عامي 1860 و 1900. كان أبرز هذه التحسينات هو استبدال الزيت المعدني بالزيت النباتي في عام 1881 بعد ذلك، من خلال استخدام بعض شعلات المصابيح عند مستوى ثابت. في عام 1902، وُضع برنامج جديد لتحسين الإضاءة الساحلية من خلال إنشاء لجنة بحرية خاصة تبنت برنامجًا للإنجازات يوفر، من بين أمور أخرى، استبدال الأضواء الثابتة الموجودة عن طريق وميض الأضواء الغامضة مع أو بدون قطاعات زاهية الألوان. البرنامج الذي نُفذ بالكامل من 1904 إلى 1908 باستثناء الرصيف الشمالي لميناء الجزائر. في عام 1924 تابع كبير المهندسين لخدمة المنارة المركزية كهربة الأضواء الرئيسية وأضواء الموانئ منذ البعثة العلمية إلى الجزائر.
بالإضافة إلى ذلك، تم تشغيل أربعة أجهزة راديوية ؛ في منارة الأميرالية بالجزائر العاصمة (1931)، في رأس الإبرة (1938)، في رأس كاكسين (1938) وفي رأس ماتيفو (1942). كما خططت الخدمات الفنية لإنشاء أربعة مبانٍ إضافية في غضون فترة زمنية قصيرة في رأس تنس، ورأس بنقوت، ورأس بوقارون، ورأس العسة.

### تاريخ المنارة
بنيت منارة رأس إيفي في عام 1898.

### اعتبارات محددة
تتجسد توصيات اللجنة البحرية لعام 1843 بإقامة منارة في رأس إيفي عام 1870 من الدرجة الأولى  بضوء الكسوف مسافة 30 ميل بحري . 
بنيت المنارة الحالية في عام 1898 ، مع مراعاة التحسينات التقنية في ذلك الوقت. 

## مميزات

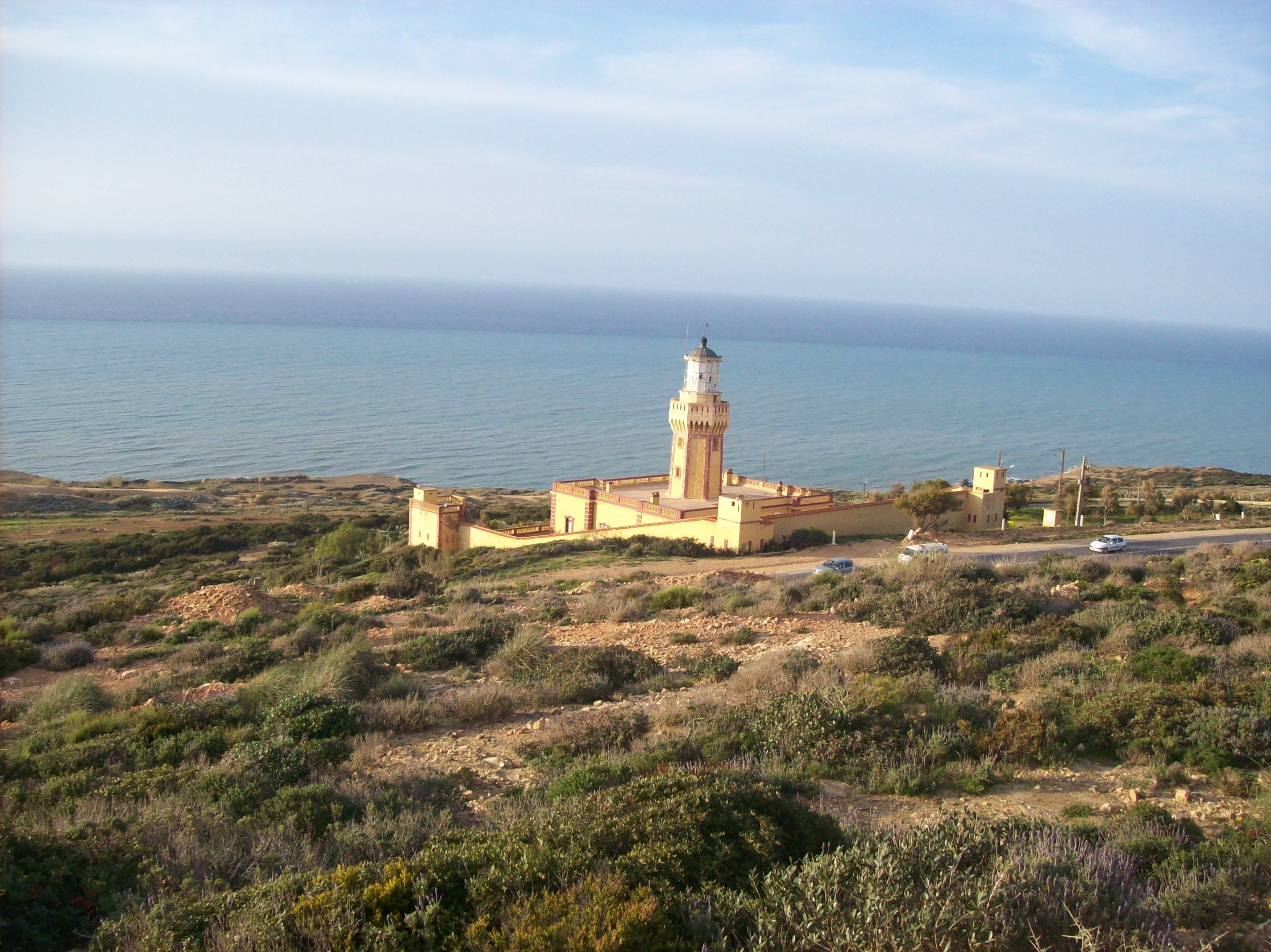
منارة رأس إيفي. موقف

رأس إيفي هو رأس من رؤوس الساحل الجزائري، بنيت هذه المنارة على جبل زقنون بالقرب من الطريق الوطني رقم 11 على منحدر الرأس. وعلى ارتفاع 122,8 م عن سطح البحر وبالقرب من غابة وشاطئ تحمل نفس الاسم،  وهي أيضًا مزار سياحي يمر به السياح أثناء زيارتهم لشواطئ وميناء مدينة مستغانم. 
تمثل برجًا حجريًا مثمنًا يبلغ ارتفاعه 22,8 م  مبنيًا على المنزل الذي يضم أماكن إقامة الحراس والخدمات الفنية. 
يتم توفير الإضاءة بواسطة ضوء أبيض بمعدل 1 وميض في 0,5 ثانية لمسافة 29 ميلاً ، أو ما يقرب من 54 كم. 
المصباح بقوة 1 000 واط  / 220 فولت.

## روابط خارجية
- موقع الديوان الوطني للإشارات البحرية